# Anunciación Della Scala

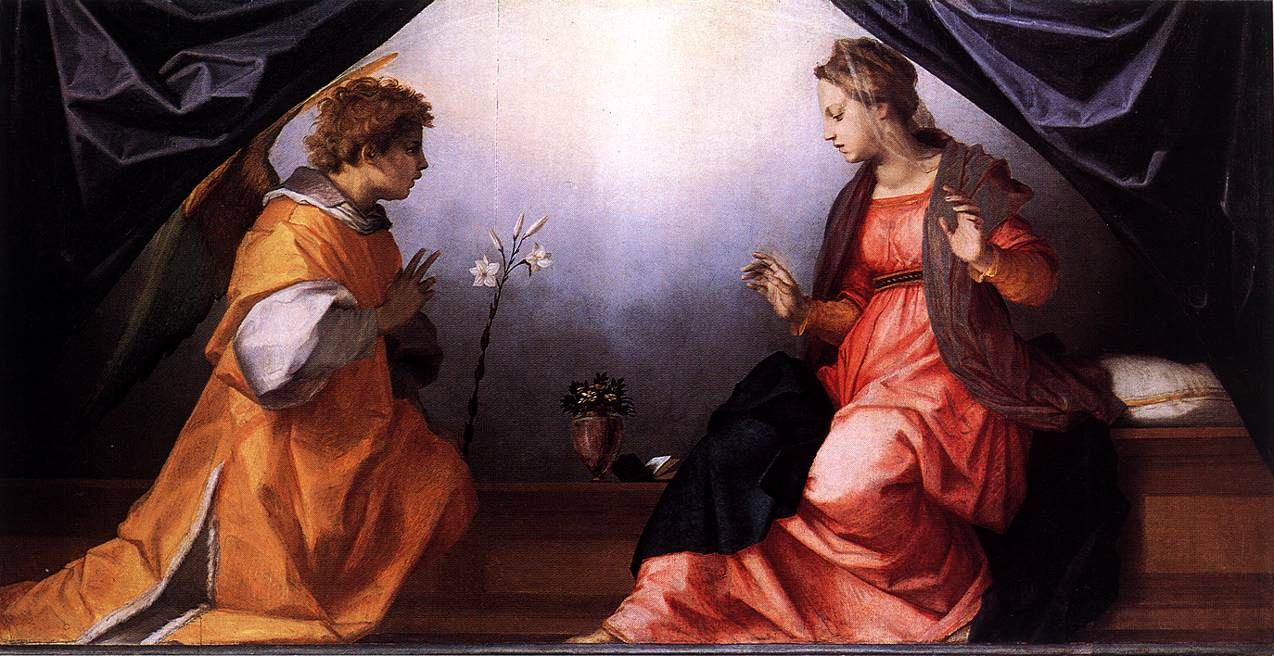
Anunciación (c. 1528) de Andrea del Sarto. Florencia, Galería Palatina, Palacio Pitti, Florencia.

La Anunciación Della Scala (en italiano: Annunciazione Della Scala) es una pintura al óleo sobre tabla del artista manierista italiano Andrea del Sarto, pintada hacia 1528 y hoy conservada en la Galería Palatina del Palacio Pitti, en Florencia. Recibe el apelativo de Della Scala por el apellido de uno de sus primeros poseedores, Giuliano Della Scala.

## Historia
Según afirma Giorgio Vasari en Las vidas de los más excelentes arquitectos, pintores y escultores italianos, esta Anunciación fue concebida como coronamiento de un altar de la iglesia dei Servi de Florencia (según otras fuentes, estaba destinada a un retablo dedicado a santo Domingo en la ciudad ligur de Sarzana). Nunca llegó a instalarse en ningún retablo y la Anunciación permaneció en poder, durante un periodo de tiempo impreciso, de Giuliano Della Scala. La forma original de la pintura era de luneto, pero fue modificada a rectangular, bien por el propio artista o bien (según Alessandro Cecchi) por Jacopo Zucchi en Roma en 1584. Para ello, se añadieron en la pintura los cortinajes azules que se aprecian actualmente.
El cardenal Fernando de Médici se interesó por la Anunciación y se la solicitó a los Della Scala, a los que entregó una copia pintada por Alessandro Allori (pintada hacia 1580). Como buena parte de la colección artística de los Médici, terminó depositada finalmente en el palacio Pitti.
Por su parte, el retablo de Sarzana en el que debería haberse integrado pasó por diversas vicisitudes y terminó en Berlín, donde desapareció en el incendio de la Flakturm Friedrichshain en 1945.

## Descripción y estilo
La escena transcurre en un espacio interior, donde se ve una cama y unos cortinajes que sirven de fondo a la Anunciación. El arcángel Gabriel a la izquierda, bendice arrodillado a María, quien abre los brazos en gesto de sorpresa mientras agacha la cabeza y mira a lo bajo, en signo de aceptación y modestia. La pintura cuenta con varios elementos simbólicos que aluden a la virginidad de María, como los lirios o el jarrón con flores que aluden al hortus conclusus; junto a él, un libro recuerda el cumplimiento de las Escrituras.
Las figuras muestran una gran plasticidad, inundada por una luz que refuerza las formas y dota a los colores de reflejos cambiantes. La paleta es rica; se combina la brillantez de los ropajes y telas (de color amarillo, rosa, azul púrpura intenso) con lo matizado de las carnaciones.